# Pikachurin
Pikachurin ist ein sekretorisches Protein der extrazellulären Matrix, das an Photorezeptor-Bandsynapsen (Ribbon-Synapsen) exprimiert wird. Es interagiert mit dem Glycoprotein Dystroglycan und spielt eine essentielle Rolle in den präzisen Interaktionen zwischen der Photorezeptor-Bandsynapse und bipolaren Dendriten. Pikachurin trägt weiterhin zur Bildung der Photorezeptor-Bandsynapse bei.

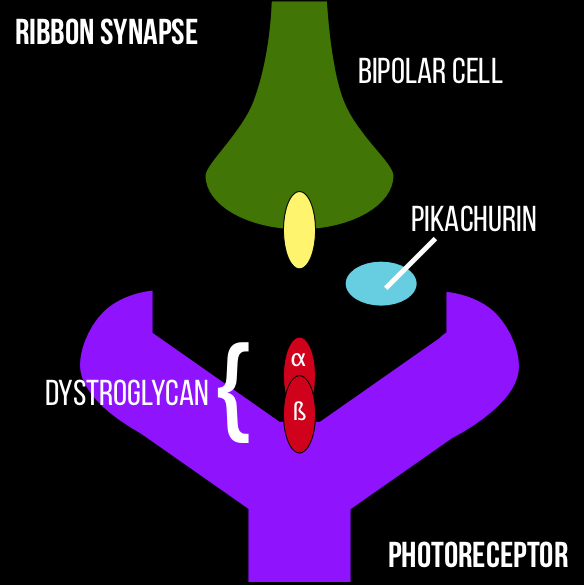
Photorezeptor-Bandsynapse mit Pikachurin

Die posttranslationale Reifung von Dystroglycan, die von den Proteinen LARGE und POMGnT1 umgesetzt wird, ist für die Pikachurin-Bindung und der Proteinlokalisation von Pikachurin in der Photorezeptor-Bandsynapse notwendig. Eine Störung der posttranslationalen Modifikation bietet eine mögliche molekulare Erklärung für elektrophysiologische Abnormalitäten der Netzhaut an, die bei Patienten mit Dystroglykanopathie beobachtet wurden. Eine angemessene Glycosylierung von α-Dystroglycan ist Voraussetzung für die Interaktion von Pikachurin mit α-Dystroglycan und der Lokalisation von Pikachurin an der Photorezeptor-Bandsynapse.
Japanische Forscher des Osaka Bioscience Institute benannten nach Pikachu, dem Maskottchen des japanischen Medien-Franchise Pokémon, das Protein, welchem eine Rolle beim Bewegungssehen zugeschrieben wird.